# Aitkin
Aitkin is een plaats (city) in de Amerikaanse staat Minnesota, en valt bestuurlijk gezien onder Aitkin County.

## Demografie
Bij de volkstelling in 2000 werd het aantal inwoners vastgesteld op 1984.
In 2006 is het aantal inwoners door het United States Census Bureau geschat op 1999.

## Geografie
Volgens het United States Census Bureau beslaat de plaats een oppervlakte van
4,5 km², geheel bestaande uit land. Aitkin ligt op ongeveer 369 m boven zeeniveau.